# Steinfeld (Baixa Saxônia)
Steinfeld é um município da Alemanha localizado no distrito de Vechta, estado da Baixa Saxônia.